# 44 híres eposz
A 44 híres eposz, verses regény, elbeszélő költemény a világirodalom 44 híres eposzának, verses regényének és elbeszélő költeményének bő kivonatát és rövid méltatását tartalmazza egy kötetben, köztük olyanokét is, melyek magyarul hozzáférhetetlenek. A könyv a Móra Ferenc Könyvkiadó gondozásában jelent meg 2002-ben, szerkesztője Székely Éva.

## Tartalom
| Szerző                         | Magyar cím                                       | Év                     |
| ------------------------------ | ------------------------------------------------ | ---------------------- |
|                                | Gilgames-eposz                                   | i. e. 2400 körül       |
| Homérosz                       | Iliasz                                           | i. e. 800 körül        |
| Homérosz                       | Odüsszeia                                        | i. e. 750 körül        |
|                                | Mahábhárata                                      | i. e. 400 - i. sz. 400 |
|                                | Rámájana                                         | 100 - 200              |
| Apollóniosz Rhodiosz           | Argonautika                                      | i. e. 220 körül        |
| Publius Vergilius Maro         | Aeneis                                           | i. e. 19               |
| Firdauszí                      | Királyok Könyve                                  | 975 körül              |
|                                | Roland-ének                                      | 1100 körül             |
| Chrétien de Troyes             | Yvain avagy Az oroszlános lovag                  |                        |
| Sota Rusztaveli                | A tigrisbőrös lovag                              |                        |
| Wolfram von Eschenbach         | Parszifál                                        |                        |
|                                | Ének Igor hadáról                                | 1187                   |
|                                | Nibelung-ének                                    |                        |
| Gottfried von Strassburg       | Trisztán és Izolda                               |                        |
|                                | Edda                                             |                        |
|                                | Cid-ének                                         |                        |
| Dante Alighieri                | Isteni színjáték                                 |                        |
| Geoffrey Chaucer               | Troilus és Cressida                              |                        |
| Ludovico Ariosto               | Az eszeveszett Orlando                           |                        |
| Luís de Camões                 | A lusiadák                                       |                        |
| Torquato Tasso                 | A megszabadított Jeruzsálem                      |                        |
| John Milton                    | Elveszett paradicsom                             |                        |
| Zrínyi Miklós                  | Szigeti veszedelem                               |                        |
| Alexander Pope                 | Fürtrablás                                       |                        |
| Friedrich Gottlieb Klopstock   | Messiás                                          |                        |
| James Macpherson               | Ossian énekei                                    |                        |
| Johann Wolfgang von Goethe     | Rókafi                                           |                        |
| Johann Wolfgang von Goethe     | Hermann és Dorottya                              |                        |
| Csokonai Vitéz Mihály          | Dorottya                                         |                        |
| George Gordon Byron            | Don Juan                                         |                        |
| Heinrich Heine                 | Atta Troll                                       |                        |
| Adam Mickiewicz                | Pan Tadeusz                                      |                        |
| Alekszandr Szergejevics Puskin | Ruszlán és Ludmila                               |                        |
| Alekszandr Szergejevics Puskin | Jevgenyij Anyegin                                |                        |
| Vörösmarty Mihály              | Zalán futása                                     |                        |
| Elias Lönnrot                  | Kalevala                                         |                        |
|                                | Kalevipoeg                                       |                        |
| Henry Wadsworth Longfellow     | Hiawatha                                         |                        |
| Mihail Jurjevics Lermontov     | A démon                                          |                        |
| Arany János                    | Toldi-trilógia Toldi Toldi szerelme Toldi estéje |                        |
| Arany János                    | Buda halála                                      |                        |
| Petőfi Sándor                  | Az apostol                                       |                        |
| Arany László                   | A délibábok hőse                                 |                        |